# Руфий Антоний Агрипний Волузиан
Руфий Антоний Агрипний Волузиан (лат. Rufius Antonius Agrypnius Volusianus) — западноримский государственный деятель начала V века.
Волузиан был сыном префекта Рима Цейония Руфия Альбина и внуком городского префекта Лампадия. У Волузиана также была сестра Альбина.
Он был близким другом Клавдия Рутилия Намациана.
В 411—412 годах Руфий Антоний Агрипий Волузиан ездил в Карфаген и переписывался со святым Августином.
В 412 году назначен проконсулом Африки.
Спустя год, при императоре Гонории, стал квестором священного дворца.
С ноября 417 года по 418 год — префект города Рима.
В 428—429 годах — префект претория Италии и Африки.
В 436 году был отправлен в Константинополь в составе посольства, целью которого были переговоры о заключении брака между Валентинианом III и Лицинией Евдоксией. Прибыв в город, серьёзно заболел; в начале 437 года племянница Волузиана Мелания Младшая побудила его, всю жизнь остававшегося убеждённым язычником, принять крещение. Вскоре после этого, на праздник богоявления (6 января), Волузиан скончался.